# 1639 au théâtre
| Années du théâtre : 1636 - 1637 - 1638 - 1639 - 1640 - 1641 - 1642    |
| Décennies du théâtre : 1600 - 1610 - 1620 - 1630 - 1640 - 1650 - 1660 |

## Événements
- Coviello, personnage napolitain de la commedia dell'arte, est popularisé à Rome par Salvator Rosa qui, lors du Carnaval, écrit une pièce de théâtre et la joue sous le masque de Coviello ; son personnage de charlatan se moque de Rome et distribue des ordonnances médicales burlesques contre les maladies du corps et plus particulièrement celles de l'esprit[1].
- Achèvement de la construction du Théâtre de Van Campen, premier théâtre permanent d'Amsterdam, conçu par l'architecte Jacob van Campen.

## Pièces de théâtre publiées
- François Le Métel de Boisrobert, Les Rivaux amis. Tragi-comédie, Paris, Augustin Courbé, VIII-125 p. (En ligne sur Gallica).
- George Chapman et James Shirley, The tragedie of Chabot admirall of France, Londres, Thomas Cotes pour Andrew Crooke et William Cooke, 72 p.
- Pierre Corneille :
  - L'Illusion comique. Comédie, Paris, François Targa, 8-124 p. (En ligne sur Gallica).
  - Médée. Tragédie,  Paris, François Targa, 4 ff.-95 p. (En ligne sur Gallica).
- Guyon Guérin de Bouscal, Dom Quixote de la Manche, comédie, Paris, Toussaint Quinet, IV-132 p. (En ligne sur Gallica).
- Tristan L'Hermite, Panthée, tragédie, Paris, Augustin Courbé, [16]-100-[4] p. En ligne sur Gallica.
- Jean de Rotrou, Laure persécutée. Tragicomédie, Paris, Antoine de Sommaville, [4]-135 p. (En ligne sur Gallica).

## Pièces de théâtre représentées
- 18 octobre : le jeu Droncken Heyn [Jean l'ivrogne] du dramaturge néerlandais Willem Ogier, refusé en 1635, rebaptisé De gulsigheydt [La Gourmandise] et intégré à sa série Les Sept Péchés capitaux, est représenté avec succès à la chambre de rhétorique De Olijftak à Anvers[2].
- La Mort des enfants d'Hérode ou la Suite de la Mariane, tragédie en en vers de Gautier de Costes de La Calprenède, Paris ; la pièce se présente comme une suite de La Mariane de Tristan L'Hermite qui avait été créée en 1636 au Théâtre du Marais[3].
- Cinna, tragédie de Pierre Corneille, Paris, théâtre de Hôtel de Bourgogne.
- Horace, tragédie de Pierre Corneille, Paris, théâtre de l'Hôtel de Bourgogne.

## Naissances
- mars : Charles Sedley, homme politique anglais, poète et dramaturge, mort le 20 août 1701.
- 18 mai : Marie Ragueneau de l’Estang, dite Mademoiselle La Grange, comédienne française, morte le 3 février 1727.
- 22 septembre : Antoine Jacob, dit Montfleury fils, dramaturge français, mort le 11 octobre 1685.
- 17 octobre : Charles-Claude Genest, ecclésiastique, poète et auteur dramatique français, mort le 19 novembre 1719.
- 22 décembre : Jean Racine, dramaturge français, mort le 21 avril 1699.

## Décès
- 4 août : Juan Ruiz de Alarcón, dramaturge espagnol, né le 2 octobre 1581.
- 20 août : Jacob Bidermann, prêtre jésuite allemand, professeur de théologie et dramaturge, connu pour les pièces de théâtre qu'il écrivait pour les représentations théâtrales de ses étudiants, né en 1578.
- Date précise non connue :
  - début de l'année : Shackerley Marmion, poète et dramaturge anglais, né en janvier 1603.
  - Elizabeth Cary, poétesse, dramaturge, traductrice et historienne anglaise, née en 1585.